# 凰かなめ
凰 かなめ（おおとり かなめ、1995年〈平成7年〉11月15日 - ）は、日本のタレント兼風俗嬢。元YouTuber、元AV女優、ティーパワーズ所属。北海道札幌市出身。

## 略歴
2016年7月、「かなめ」の名前でYouTubeに『かなめチャンネル』を開設。可愛らしい容姿やセクシーさを前面に出した内容から開設して3か月余りで登録者数が2万人を超えるなど美人YouTuberとして一部ネット上で話題となる。
同年9月、プレステージ専属女優としてAVデビュー。もともとエロに芸術性を感じていてAVにも興味があり、UUUMに憧れて動画投稿を始めたところ予想以上に反響があり、自分にも需要がありやっていけるのではと思ったことがAVデビューのきっかけと話している。AV女優時代の公式プロフィールでは生年月日を「1995年11月15日」としていた。
2017年4月23日、DMM.R18アダルトアワード2017にて話題賞を受賞。
2017年末をもってアダルトビデオからフェードアウトしているが、事務所所属のままYouTuberなどタレント活動を行う。2018年6月をもって性表現規制などのためYouTuber活動を一旦停止するが、8月に再開。11月20日にYouTuber引退。アカウントはそのままティーパワーズに引き継がれ、かなめチャンネル時代の動画を削除したのち、事務所管理の東京パロパロNEXTとなっている。
CLUB虎の穴などの風俗店で働いていることをツイッターで発表している。

## 人物
趣味は可愛いもの集め、キャンドル収集。好きな音楽はメタルとアニソン。芸名の名字部分は『聖闘士星矢』の鳳凰星座の一輝にちなんでいる。なお、誤変換しやすいがオスの"鳳"ではなくメスの"凰"。
好きなものは球体人形。メイクなども参考にしており、人間感を出したくないということで中学生からパイパンにしている。永久脱毛はしておらず、脇を剃る頻度で剃っているという。
2017年7月に恋人の存在を公言した。
初体験は高校1年。性欲の衝動としてのセックスは苦手としている。
AVフェードアウトから1年間はイメージを変えるため、髪をベリーショートにし、体重もあえて増やした。これに対し一部ファンから反発もあったが、清楚や透明感とは正反対の存在であることなどを発信している。
AV女優の涼森れむとは友人である。

## 作品

### アダルトDVD
2016年
- 【初撮り】ネットでAV応募→AV体験撮影 76
- 新人 プレステージ専属デビュー（9月30日、プレステージ）
- 凰かなめの、いっぱいコスって萌えてイこう!（10月28日、プレステージ）
- 凰かなめの極上筆おろし 10（11月25日、プレステージ）
- 新・絶対的美少女、お貸しします。 ACT.66（12月30日、プレステージ）
- （素）シロウトTV×PRESTIGE PREMIUM 25（12月30日、プレステージ）他出演：日野さやか、琴音ありさ、栄川乃亜、吉高ひかり、玉木くるみ、久野せいな、小宮ののか

2017年
- 女子マネージャーは、僕達の性処理ペット。 023（1月27日、プレステージ）
- 凰かなめがご奉仕しちゃう超最新やみつきエステ 39（2月24日、プレステージ）
- 美少女と、貸し切り温泉と、濃密性交と。 01（3月31日、プレステージ）
- 絶対的鉄板シチュエーション 4（4月28日、プレステージ）
- 人生初・トランス状態 激イキ絶頂セックス 38（5月26日、プレステージ）
- 彼女のお姉さんは、誘惑ヤリたがり娘。 13 凰かなめ（6月30日、プレステージ）
- 風俗タワー 性感フルコース3時間SPECIAL ACT.17 凰かなめ（7月28日、プレステージ）
- 絶対的鉄板シチュエーション×PRESTIGE PREMIUM 凰かなめ（8月11日、プレステージ）
- スポコス汗だくSEX4本番！ 体育会系・凰かなめ act.09（8月25日、プレステージ）
- 凰かなめを、飼いならす。 4（9月29日、プレステージ）
- 凰かなめがあなたを飼いならす。 ACT.02 痴女を超えた本格逆調教解禁（10月27日、プレステージ）
- 焦らし寸止め絶頂セックス ACT.05（2017年11月24日、プレステージ）
- 凰かなめ 8時間 BEST PRESTIGE PREMIUM TREASURE vol.01（2017年12月29日、プレステージ）

### イメージDVD
- Kaname 純白の翼、煌めいて（2016年12月15日、REbecca）
- Snow White 〜舞い降りた純白の天使〜（2017年2月28日、INTEC Inc）
- Kaname 2 南天、翔ける白翼（2017年5月4日、REbecca）

## 出演

### テレビ
- ケンコバのバコバコテレビ（2016年9月 - 、サンテレビ）

### ウェブテレビ
- DTテレビ（2018年1月12日、AbemaTV） - Pacoちゃん

## 著述

### コラム
- セクシー女優・凰かなめ先生の恋愛相談室（2017年4月6日 - 8月12日、しらべぇ）[16]

## 書籍

### 写真集
- らぶぱら（2017年4月22日、竹書房、撮影：マキハラススム）ISBN 978-4801910720

### デジタル写真集
- FLASHデジタル写真集R 炎上しちゃおう!（2017年9月8日、光文社、撮影：福田ヨシツグ）Kindle版 ASIN B0757M6LTM[17]